# Мойе, Элисон
Э́лисон Мойе́ (англ. Alison Moyet, полное имя — Дженевье́ва Э́лисон Джейн Мойе́, Geneviève Alison Jane Moyet; род. 18 июня 1961, Биллерикей, Эссекс, Восточная Англия, Великобритания) — британская вокалистка, выступавшая в 1980-х годах с Винсом Кларком в синтипоп-группе Yazoo. После ухода из Yazoo Мойе начала успешную сольную карьеру: одиннадцать её альбомов входили в UK Albums Chart; дебютный Alf (1984) и сборник Singles (1995) возглавляли чарты. В 2008 году дуэт Yazoo воссоединился для кратковременных гастролей по Европе в поддержку перевыпущенных записей группы.

## Биография

### Детство и юность
Элисон Мойе родилась в городе Биллерикей, Англия, в 1961 году, отец был французом, а мать англичанкой. Детство Элисон прошло в соседнем Бэзилдоне. После окончания школы в 16 лет некоторое время работала помощником продавца магазина и обучалась работе настройщика фортепьяно. В конце 1970-х — начале 1980-х интерес к музыке возрос, и Элисон стала принимать участие в панк-рок, паб-рок и блюзовых группах юго-восточной области Эссекса, включая такие коллективы, как The Vandals, The Screamin' Ab Dabs и The Vicars and The Little Roosters.

### Yazoo
Мойе начала свою профессиональную карьеру поп-певицы в 1981 году, сформировав вместе с прежним участником Depeche Mode Винсом Кларком синтипоп дуэт Yazoo. В США группа стала известной как Yaz, так как в этом регионе уже была звукозаписывающая компания под названием Yazoo Records, которая уже представила на рынок несколько записей под этим лейблом. Yazoo записали несколько хитов, в том числе «Only You», «Don’t Go», «Situation» и «Nobody’s Diary». Кроме того они выпустили две полноценных пластинки Upstairs at Eric’s и You and Me Both.
В 1983 году Мойе и Кларк решили расформировать Yazoo в связи с тем, что Кларк начал заниматься новым проектом The Assembly, а затем Erasure. Мойе подписала контракт с CBS и начала сольную карьеру .
В декабре 2007 года Side-Line объявили о планах Mute переиздать оба выпущенных Yazoo альбома в качестве ремастерингов, и в 2008 году Мойе вновь воссоединилась с Кларком для того, чтобы дать несколько живых выступлений в поддержу обновлённого релиза.

### Сольная карьера
В 1984 году Элисон Мойе выпустила свой первый дебютный альбом Alf, названием послужило прозвище, которое ей дали в пору панк-карьеры. Alf был записан при поддержке известной в Великобритании продюсерской команды Jolley & Swain. Диск получил огромную популярность в Великобритании, заняв первые строчки хит-парадов. Альбом содержал также три сингловых хита: «Love Resurrection» (10-е место в Великобритании), «Invisible» (21-е место в Великобритании) и «All Cried Out» (8-е место в Великобритании). В США «Invisible» попала в Top-40 (примечательно, что таких высот Yazoo не достигали никогда).
В 1985 году Мойе приняла участие в концерте Live Aid вместе с Полом Янгом, а также спела совместно с Бобом Гелдофом, Дэвидом Боуи и Питом Таунсендом песню Пола Маккартни «Let It Be». Помимо этого, Мойе выпустила сингл, не вошедший в Alf, а именно кавер-версию «That Ole Devil Called Love», которая добралась до 2-го места в английских чартах (что остаётся наивысшим её достижением в чартах для синглов).
В следующем году Мойе записала ещё один хит «Is This Love?», написанный совместно с участником Eurythmics Дэвидом Стюартом. До конца 1980-х Элисон продолжала активно записываться, она выпустила, в частности, такие хиты, как «Weak In The Presence of Beauty», «Ordinary Girl» и «Love Letters».

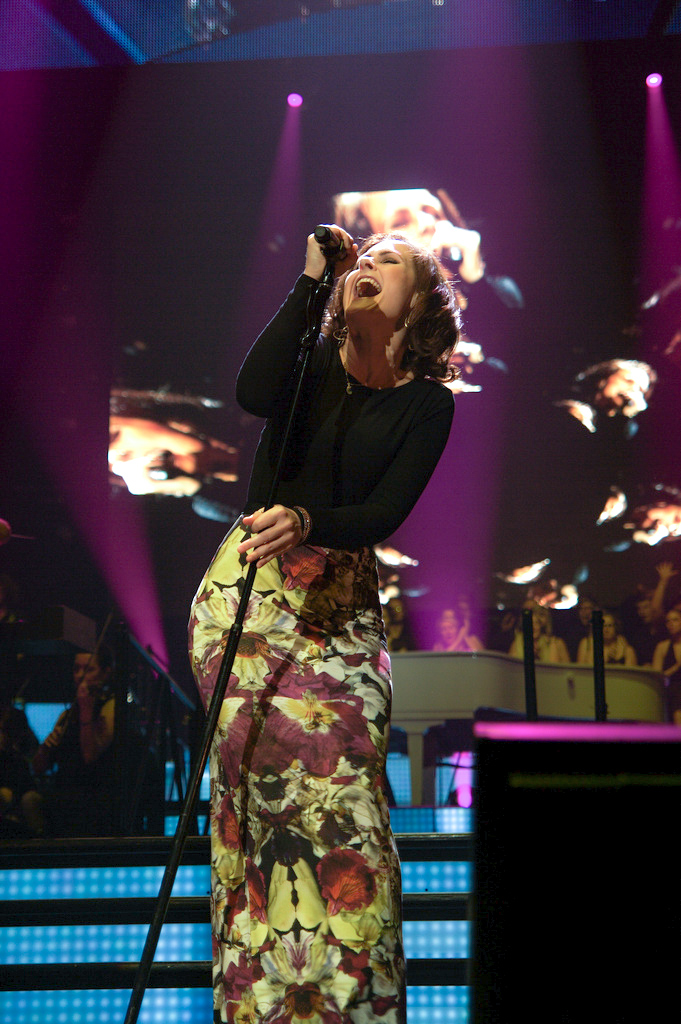
Элисон Мойе на концерте в Ганновере, 2011

В 1991 году был выпущен альбом Hoodoo. По сравнению с ранними релизами Мойе новая пластинка была выпущена небольшой звукозаписывающей компанией с минимальной поддержкой. Альбом достойно продавался в Великобритании, и Мойе даже была номинирована на премию Гремми за сингл «It Won’t Be Long». Тем не менее выпуск Hodoo означал для Элисон начало долгой борьбы за полный контроль над своим артистическим направлением, она отказывалась записывать угодный радиокомпаниям поп-альбом только для производства хитов.
Следующий альбом Мойе Essex (1994) также вызвал противоречия. Звукозаписывающая компания Sony настаивала на перезаписи альбома, а также на добавлении нового материала и ремиксов для большей коммерческой привлекательности проекта.
После Essex Sony выпустила компиляцию лучших хитов Элисон Мойе, но несмотря на то, что сингы достигли в Великобритании первого места в хит-парадах (в том числе, Top-20), а затем, вслед за турне по Великобритании, были выпущены двойным CD, в последующие восемь лет Мойе не выпустила ни одного студийного альбома из-за длительных судебных тяжб с Sony. Тем не менее, в это время она записала несколько вокальных партий для таких музыкантов, как Tricky, Sylk-130, Ocean Colour Scene, The Lightning Seeds и King Britt.
В августе 2002 года Элисон Мойе наконец разорвала контракт с Sony, подписав новый с Sanctuary Records, и выпустила первый за восемь лет студийный альбом Hometime. Спродюсировала пластинку студия The Insects, до этого работавшая с такими музыкантами, как Massive Attack и Madonna. Релиз нового альбома позволил Элисон войти в пятерку самых продаваемых певиц Великобритании 2002 года, таким образом, Мойе попала в номинацию British Awards за лучший женский вокал, а также Mercury Music Prize.
Компиляция кавер-версий Voice была выпущена 6 сентября 2004 года, спродюсировала пластинку обладательница премии «Оскар» Энн Дадли.
В декабре 2006 года Элисон Мойе подписала контракт со звукозаписывающей компанией W14 Music, новым лейблом Universal Music Group, и её новый альбом The Turn увидел свет 15 октября 2007 года. Пластинка стала коллекцией эклектичных песен, сочиненных самой Элисон, включая три песни, написанные для театральной постановки Smaller. The Turn занял 21 место в чартах Великобритании 22 октября 2007, и вскоре после этого Элисон оставила W14 Music.
19 октября 2009 года Sony выпустила сборник Revisited: The Very Best of Alison Moyet, в который вошли песни с семи сольных альбомов Мойе, на протяжении последующих 2-х месяцев она также гастролировала по Великобритании и Ирландии в поддержку релиза.
Выпуск следующей пластинки Мойе был запланирован на 2012 год, однако в феврале того же года она сообщила о том, что работа над альбомом приостановлена. 13 июня в интервью Touchbasemagazine.com Элисон подтвердила, что работа над диском всё же продолжается и релиз намечен на январь 2013 года.

### Театр
Театральный дебют Мойе состоялся в Лондонском мюзикле «Чикаго» в 2001 году, где она сыграла роль «Мамы» Мортон. Изначально планировалось, что Элисон будет выступать на сцене в течение короткого срока, однако, ей так понравилось играть в постановке, что её появление там растянулось практически на шесть месяцев.
Также 2006 году Мойе приняла участие в пьесе Smaller.

## Личная жизнь
Официально Мойе была замужем два раза. От первого брака с её парикмахером Малкольмом Ли родился сын Джоуи, после развода последовал недолгий гражданский брак с тур-менеджером Кимом МакКартни, в результате которого у пары родилась дочь Алекс. Второй раз Мойе вышла замуж за помощника преподавателя Дэвида Балларда, в браке у Элисон родился третий  по счёту ребёнок, дочь Кейтлин. Вместе с семьёй Элисон живёт в Хартфордшире.
Помимо музыкальной и театральной карьеры Мойе занимается спонсорской помощью «Саутенд Юнайтед», примечательно, что эпизод видео на песню «Is This Love?» был снят именно в этом футбольном клубе.

## Дискография

### Студийные альбомы
| Год  | Альбом                                                | Высшие позиции в чартах | Высшие позиции в чартах | Высшие позиции в чартах | Высшие позиции в чартах | Высшие позиции в чартах | Сертификация (Продажи) |
| Год  | Альбом                                                | UK                      | GER                     | NL                      | NOR                     | US                      | Сертификация (Продажи) |
| ---- | ----------------------------------------------------- | ----------------------- | ----------------------- | ----------------------- | ----------------------- | ----------------------- | ---------------------- |
| 1984 | Alf - Выход: Сентябрь, 1984 - Лейбл: CBS              | 1                       | 5                       | 3                       | 3                       | 45                      | UK: 4x Платиновый      |
| 1987 | Raindancing - Выход: Июль, 1987 - Лейбл: CBS          | 2                       | 3                       | 5                       | 1                       | 94                      | UK: 2x Платиновый      |
| 1991 | Hoodoo - Выход: Апрель, 1991 - Лейбл: CBS             | 11                      | 36                      | 55                      | —                       | —                       | UK: Серебряный         |
| 1994 | Essex - Выход: Март, 1994 - Лейбл: CBS                | 24                      | 74                      | 91                      | —                       | 194                     |                        |
| 2002 | Hometime - Выход: Август, 2002 - Лейбл: Sanctuary     | 18                      | 69                      | —                       | —                       | —                       | UK: Серебряный         |
| 2004 | Voice - Выход: Сентябрь, 2004 - Лейбл: Sanctuary      | 7                       | —                       | 76                      | —                       | —                       | UK: Золотой            |
| 2007 | The Turn - Выход: Октябрь, 2007 - Лейбл: W14 Music    | 21                      | —                       | —                       | —                       | —                       |                        |
| 2013 | the minutes - Выход: Май, 2013 - Лейбл: Cooking Vinyl | 5                       | —                       | 83                      | —                       | —                       |                        |

### Сборники
| Год  | Альбом                                                               | Высшие позиции в чартах | Высшие позиции в чартах | Высшие позиции в чартах | Высшие позиции в чартах | Сертификация   |
| Год  | Альбом                                                               | UK                      | GER                     | NL                      | NOR                     | Сертификация   |
| ---- | -------------------------------------------------------------------- | ----------------------- | ----------------------- | ----------------------- | ----------------------- | -------------- |
| 1995 | Singles - Выход: Июнь, 1995 - Лейбл: Sony                            | 1                       | 49                      | 52                      | 9                       | UK: Платиновый |
| 2001 | The Essential Alison Moyet - Выход: Сентябрь, 2001 - Лейбл: Sony     | 16                      | —                       | —                       | —                       | UK: Серебряный |
| 2009 | The Best of: 25 Years Revisited - Выход: Октябрь, 2009 - Лейбл: Sony | 17                      | —                       | —                       | —                       |                |

### Синглы
| Год  | Сингл                                 | Высшие позиции в чартах | Высшие позиции в чартах | Высшие позиции в чартах | Высшие позиции в чартах | Высшие позиции в чартах | Высшие позиции в чартах | Высшие позиции в чартах | Высшие позиции в чартах | Высшие позиции в чартах | Сертификация Продажи | Альбом       |
| Год  | Сингл                                 | UK                      | GER                     | IRE                     | NLD                     | NOR                     | NZ                      | SWE                     | SWI                     | US                      | Сертификация Продажи | Альбом       |
| ---- | ------------------------------------- | ----------------------- | ----------------------- | ----------------------- | ----------------------- | ----------------------- | ----------------------- | ----------------------- | ----------------------- | ----------------------- | -------------------- | ------------ |
| 1984 | «Love Resurrection»                   | 10                      | —                       | 8                       | 26                      | —                       | 18                      | —                       | —                       | 82                      |                      | Alf          |
| 1984 | «All Cried Out»                       | 8                       | 24                      | 7                       | 15                      | —                       | 6                       | —                       | 15                      | —                       | UK: Серебряный       | Alf          |
| 1984 | «Invisible»                           | 21                      | 22                      | 6                       | —                       | —                       | 4                       | 18                      | 25                      | 31                      |                      | Alf          |
| 1985 | «That Ole Devil Called Love»          | 2                       | 29                      | 2                       | 5                       | —                       | 1                       | —                       | 21                      | —                       | UK: Серебряный       |              |
| 1985 | «For You Only»                        | —                       | 7                       | —                       | —                       | —                       | —                       | —                       | —                       | —                       |                      | Alf          |
| 1986 | «Is This Love?»                       | 3                       | 15                      | 4                       | 16                      | 3                       | 7                       | 5                       | 20                      | —                       | UK: Серебряный       | Raindancing  |
| 1987 | «Weak in the Presence of Beauty»      | 6                       | 18                      | 4                       | 25                      | 4                       | 7                       | —                       | 23                      | —                       |                      | Raindancing  |
| 1987 | «Ordinary Girl»                       | 43                      | —                       | 22                      | —                       | —                       | 49                      | —                       | —                       | —                       |                      | Raindancing  |
| 1987 | «Sleep Like Breathing»                | 80                      | —                       | —                       | —                       | —                       | —                       | —                       | —                       | —                       |                      | Raindancing  |
| 1987 | «Love Letters»                        | 4                       | —                       | 6                       | 40                      | —                       | 39                      | —                       | —                       | —                       | UK: Серебряный       |              |
| 1991 | «It Won’t Be Long»                    | 50                      | —                       | —                       | 43                      | —                       | —                       | —                       | —                       | —                       |                      | Hoodoo       |
| 1991 | «Wishing You Were Here»               | 72                      | —                       | —                       | —                       | —                       | —                       | —                       | —                       | —                       |                      | Hoodoo       |
| 1991 | «This House»                          | 40                      | —                       | —                       | 32                      | —                       | —                       | —                       | —                       | —                       |                      | Hoodoo       |
| 1991 | «Hoodoo»                              | —                       | —                       | —                       | —                       | —                       | —                       | —                       | —                       | —                       |                      | Hoodoo       |
| 1993 | «Falling»                             | 42                      | —                       | —                       | —                       | —                       | —                       | —                       | —                       | —                       |                      | Essex        |
| 1994 | «Whispering Your Name»                | 18                      | 75                      | —                       | —                       | —                       | —                       | —                       | —                       | —                       |                      | Essex        |
| 1994 | «Getting into Something»              | 51                      | —                       | —                       | —                       | —                       | —                       | —                       | —                       | —                       |                      | Essex        |
| 1994 | «Ode to Boy II»                       | 59                      | —                       | —                       | —                       | —                       | —                       | —                       | —                       | —                       |                      | Essex        |
| 1995 | «The First Time Ever I Saw Your Face» | —                       | —                       | —                       | —                       | —                       | —                       | —                       | —                       | —                       |                      | Singles      |
| 1995 | «Solid Wood»                          | 44                      | —                       | —                       | —                       | —                       | —                       | —                       | —                       | —                       |                      | Singles      |
| 2002 | «Should I Feel That It's Over»        | 144                     | —                       | —                       | —                       | —                       | —                       | —                       | —                       | —                       |                      | Hometime     |
| 2002 | «Do You Ever Wonder»                  | 113                     | —                       | —                       | —                       | —                       | —                       | —                       | —                       | —                       |                      | Hometime     |
| 2003 | «More»                                | 127                     | —                       | —                       | —                       | —                       | —                       | —                       | —                       | —                       |                      | Hometime     |
| 2004 | «Almost Blue»/«Alfie»                 | 99                      | —                       | —                       | —                       | —                       | —                       | —                       | —                       | —                       |                      | Voice        |
| 2006 | «Slipping Away»                       | 53                      | 63                      | —                       | —                       | —                       | —                       | —                       | —                       | —                       |                      | Hotel (Moby) |
| 2007 | «One More Time»                       | 151                     | —                       | —                       | —                       | —                       | —                       | —                       | —                       | —                       |                      | The Turn     |
| 2007 | «A Guy Like You»                      | —                       | —                       | —                       | —                       | —                       | —                       | —                       | —                       | —                       |                      | The Turn     |